# Premio APM al Mejor Periodista del Año
El Premio APM al Mejor Periodista del Año es un premio de periodismo que concede la Asociación de la Prensa de Madrid. Este galardón, creado en 1973, reconoce la mejor labor periodística en España durante el último año.

## Premiados
Relación de premiados:
| Año  | Ganador                                                                                   |
| ---- | ----------------------------------------------------------------------------------------- |
| 1973 | Pilar Narvión Royo                                                                        |
| 1974 | Luis María Ansón Oliart                                                                   |
| 1975 | Ricardo de la Cierva y de Hoces                                                           |
| 1976 | Juan Luis Cebrián Echarri                                                                 |
| 1977 | Jaime Campmany Díaz de Revenga                                                            |
| 1978 | Antonio Mingote Barrachina                                                                |
| 1979 | Mauro Muñiz Rodríguez                                                                     |
| 1980 | Manuel Antonio Rico García                                                                |
| 1981 | José María Castaño Gómez del Valle                                                        |
| 1982 | Francisco Mora del Río                                                                    |
| 1983 | Joaquín Arozamena Saiz                                                                    |
| 1984 | Felipe Mellizo Cuadrado                                                                   |
| 1985 | Justino Sinova Garrido                                                                    |
| 1986 | Maruja Torres Manzanera                                                                   |
| 1987 | Jesús Hermida Pineda                                                                      |
| 1988 | Natividad Isabel González Preciado 'Nativel Preciado'                                     |
| 1989 | Fermín Bocos Rodríguez                                                                    |
| 1990 | Pilar Bonet Cardona                                                                       |
| 1991 | Pedro José Ramírez Codina                                                                 |
| 1992 | Julián García Candau                                                                      |
| 1993 | Matías Prats Cañete                                                                       |
| 1994 | María Ángeles Rodríguez González 'Ángela Rodicio'                                         |
| 1995 | Equipo de "La Transición" de TVE                                                          |
| 1996 | Vicente Romero Ramírez                                                                    |
| 1997 | José Ignacio 'Iñaki' Gabilondo Pujol                                                      |
| 1998 | Francisco Pérez Martínez 'Francisco Umbral'                                               |
| 1999 | Carlos Herrera Crusset                                                                    |
| 2000 | José Luis López de Lacalle                                                                |
| 2001 | Francisco Sevilla García 'Fran Sevilla'                                                   |
| 2002 | Luis de Benito Torrente                                                                   |
| 2003 | Carlos Hernández de Miguel                                                                |
| 2004 | Luz Aldama e Inmaculada Galván                                                            |
| 2005 | Juan Manuel Lara Mármol                                                                   |
| 2006 | Arsenio Escolar Ramos                                                                     |
| 2007 | Maite Cunchillos                                                                          |
| 2008 | Rosa María Calaf Solé                                                                     |
| 2009 | Alberto Surio de Carlos                                                                   |
| 2010 | María Ángeles Espinosa Azofra                                                             |
| 2011 | Juan Pablo Colmenarejo                                                                    |
| 2012 | José Yoldi                                                                                |
| 2013 | Jordi Évole                                                                               |
| 2014 | José María Olmo y Ana I. Gracia                                                           |
| 2015 | Pedro Simón                                                                               |
| 2016 | Grupo de periodistas españoles que participó en la investigación de los papeles de Panamá |
| 2017 | Antonio García Ferreras                                                                   |
| 2018 | Javier Chicote Lerena                                                                     |
| 2019 | Carlos Franganillo                                                                        |
| 2020 | Carlos Alsina                                                                             |